# اسکات سروایس
اسکات سروایس (انگلیسی: Scott Servais؛ زادهٔ ۴ ژوئن ۱۹۶۷) بازیکن بیس‌بال اهل ایالات متحده آمریکا بود.
وی در مسابقات کشوری و بین‌المللی در مجموع برندهٔ ۱ مدال طلا، ۳ مدال نقره شده‌است.